# Direttore dell'animazione
Un direttore dell'animazione (o supervisore all'animazione) è la figura responsabile di tutti gli aspetti del processo di animazione durante la produzione di un film d'animazione o segmento animato per un film live-action. Ciò potrebbe includere la direzione del character design, l'animazione degli sfondi e qualsiasi altro aspetto dell'animazione.
Nell'animazione giapponese, il direttore dell'animazione viene indicato con il termine sakkan (作監?), contrazione di sakuga kantoku (作画 監督? lett. "direttore dei disegni").
Il sakuga kantoku, nello specifico, è il professionista che supervisiona, controlla e corregge i disegni degli animatori, divisi a loro volta in due categorie: animatori-chiave o genga (原画?) ed intercalatori o dōga (動画?), cioè animatori in senso stretto. Egli ha soprattutto cura della resa dei movimenti nel complesso dell'azione; ciò nondimeno, le correzioni, il più delle volte, sono necessarie per riportare il tratto dei personaggi a quello fissato nei settei (modelli) dal progettista dei personaggi, al fine di garantire l'uniformità di stile dei disegni. Spesso il sakkan può coincidere proprio con quest'ultima figura, e realizza anche molti dei disegni chiave (keyframe).
Nell'ambito di una serie, soprattutto se particolarmente lunga, frequentemente si avvicendano anche più sakkan.
Tra i supervisori dell'animazione più noti in Giappone vale la pena ricordare Yasuji Mori, il primo sakkan della storia dell'animazione giapponese, Yasuo Ōtsuka, Shingō Araki e Yoshikazu Yasuhiko.